# Острів Вайт
Острів Вайт (англ. Isle of Wight) — найбільший острів біля узбережжя Англії та однойменне графство в Англії. Острів знаходиться за 3 милі (близько 5 км) від узбережжя Великої Британії, зокрема її південного графства Гемпшир. Горбисто-рівнинний клапоть землі висотою до 240 м і площею 381 км² відокремлений від материка протокою Ла-Манш, а від Британії протокою Солент.
Ця острівна територія в південній частині Великої Британії, є церемоніальним, історичним й унітарним графством Англії, що приналежне до регіону Південно-Східна Англія. Адміністративний центр — місто Ньюпорт. На острові постійно проживає 138 000 осіб (46-е місце серед графств; дані 2011 року), а в часи туристичного сезону воно збільшується в 3-5 разів. Промисловість острова не надто розвинута (через акцент на туризмі та відпочинку), але тут закладені певні морські та технічні традиції, включаючи будівництво човнів, розробку вітрильників, виробництво літальних човнів, суден на повітряній подушці та навіть розробляли перші британські космічні ракети.
Майже все узбережжя острова — зона відпочинку і туризму, і за кілька століть це вже стало візитівкою та головною особливістю острова. Поруч із історичними принадами тут приваблюють відпочивальників приморськими кліматичними курортами — поруч містечок Райд, Каус, Вентнор. Відтак острів відвідували найвідоміші британські особистості, зокрема, проживали поети Свінберн і Теннісон. Його облюбувала англійська королева Вікторія, яка збудувала тут свою літню резиденцію Осборн-гавз. На острові проводяться щорічні музичні фестивалі, включаючи Фестиваль острова Вайт, який у 1970 році був найбільшою подією рок-музики в країні. 
Через відсутність промисловості та незначний розвиток сільського господарства тут добре зберіглася дика природа, а в місцях скельних нагромаджень і кар'єрів час від часу виступають скам'янілості динозаврів (чи не найбільші в Європі, через що він отримав назву — «острів Динозаврів»). Так, наприклад, у червні 2023 року, згідно з повідомленням британського видання "The Guardian", на острові Вайт було знайдено скамʼянілі останки нового виду динозавра. Він належить до групи рослиноїдних динозаврів, відомих як анкілозаври, які були знайдені ще в 1980-х роках у формації Вессекс на острові Вайт – геологічній структурі, що датується 145-66 мільйонами років тому. Однак після ретельного аналізу знайдених решток виявилося, що це новий вид динозаврів, який назвали Vectipelta barretti на честь британського палеонтолога професора Пола Барретта, керівника відділу викопних хребетних у Музеї історії природи (NHM).

## Географія
Острів Вайт, на вигляд, має форму ромба з діагоналями 40 км по горизонталі і 20 км по вертикалі. Займає загальну площу 380 км² — це 46-е місце серед графств і 122-е серед районів. Тривалий час острів вважався слабо-розвинутим, в промисловому плані, відтак склалося так, що: 258 км² сільськогосподарських угідь, 52 км² промислово-урбаністичних територій та 92 км² берегової лінії (саме Узбережжя острова Вайт).
Межі острова — узбережжя, яке омивається: з півдня протокою Ла-Манш, а з півночі протокою Солент. На мисі Святої Катерини, яка є самою південною точкою острова, знаходиться Маяк Святої Катерини.
Рельєф острова рівнинний із невисокими висотами. Така горбистість нагадує ландшафт Великої Британії, звідси й наймення острова «Британія в мініатюрі». Загалом більш горбиста й підвищена південна та південно-західна частина острова (найбільші висоти 240 метрів над рівнем моря). Тоді як північна та східна частина полога й переходить в галькові та пісчані береги, помережені ущелинами, річковими та морськими затоками й заплавами.

## Галерея

Прапор острова Вайт[en] до 2009
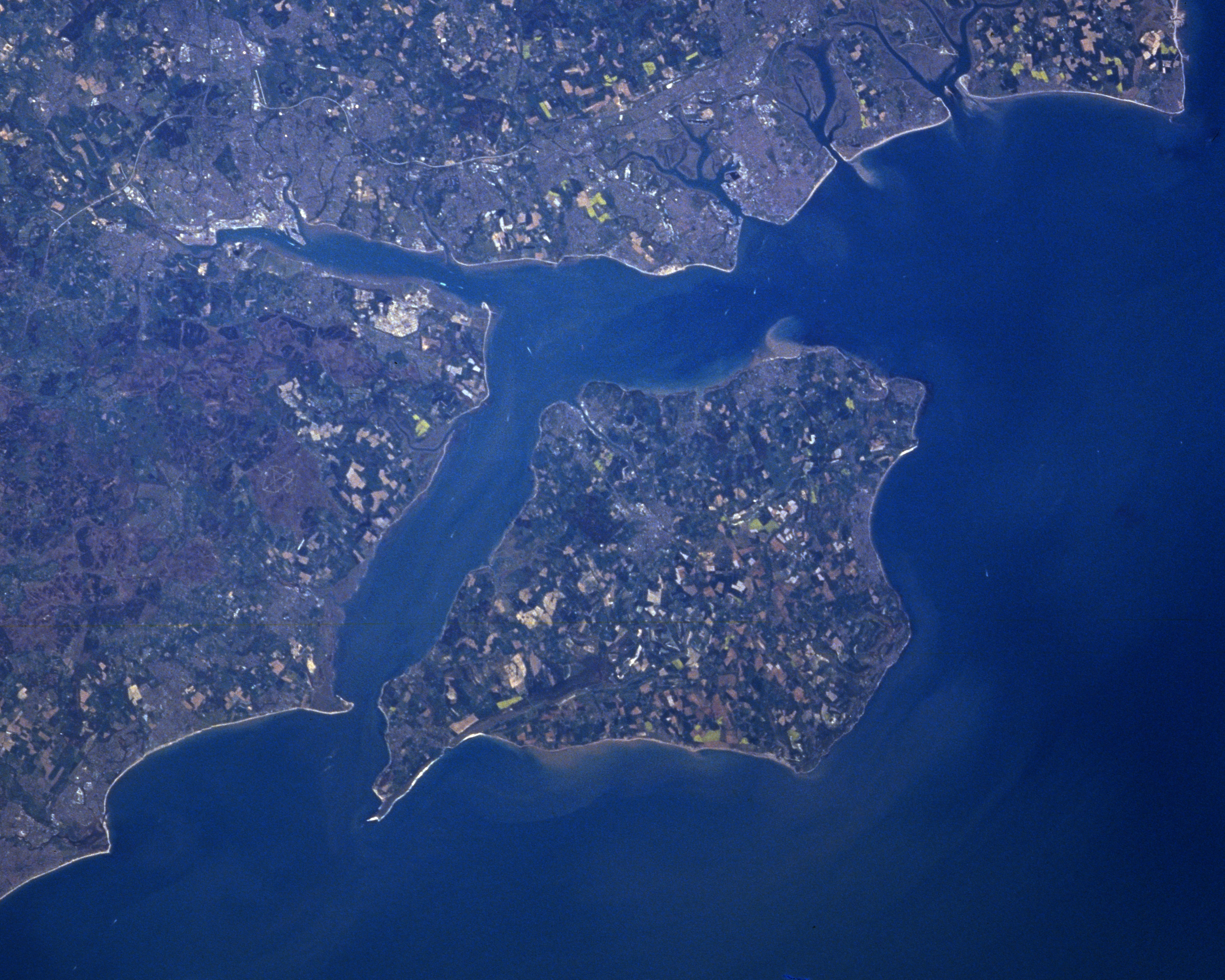
Космічний знімок протоки Солент і острова Вайт
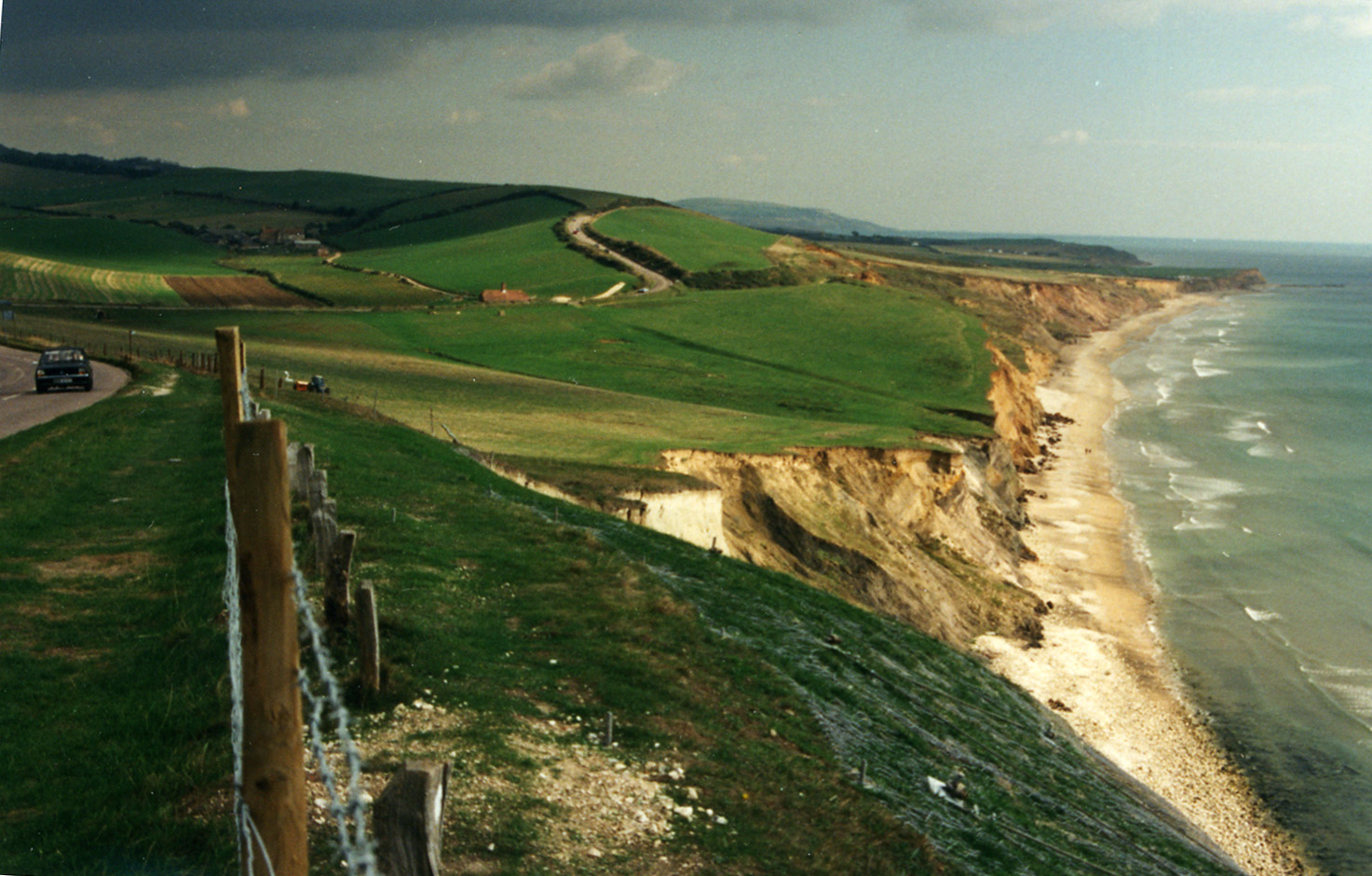
На узбережжі острова
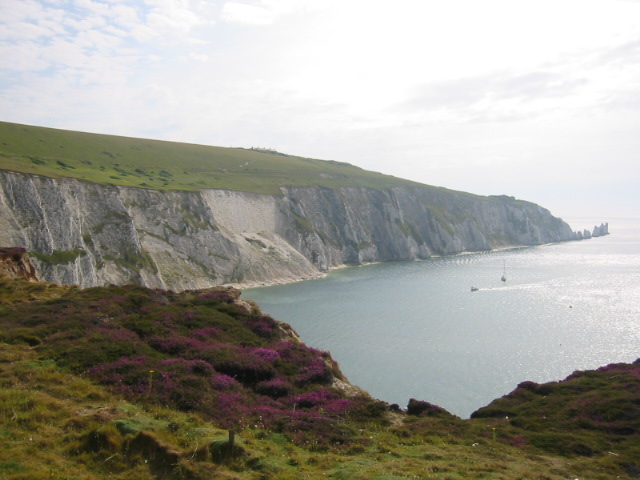
Вид з Хедон-Уоррена
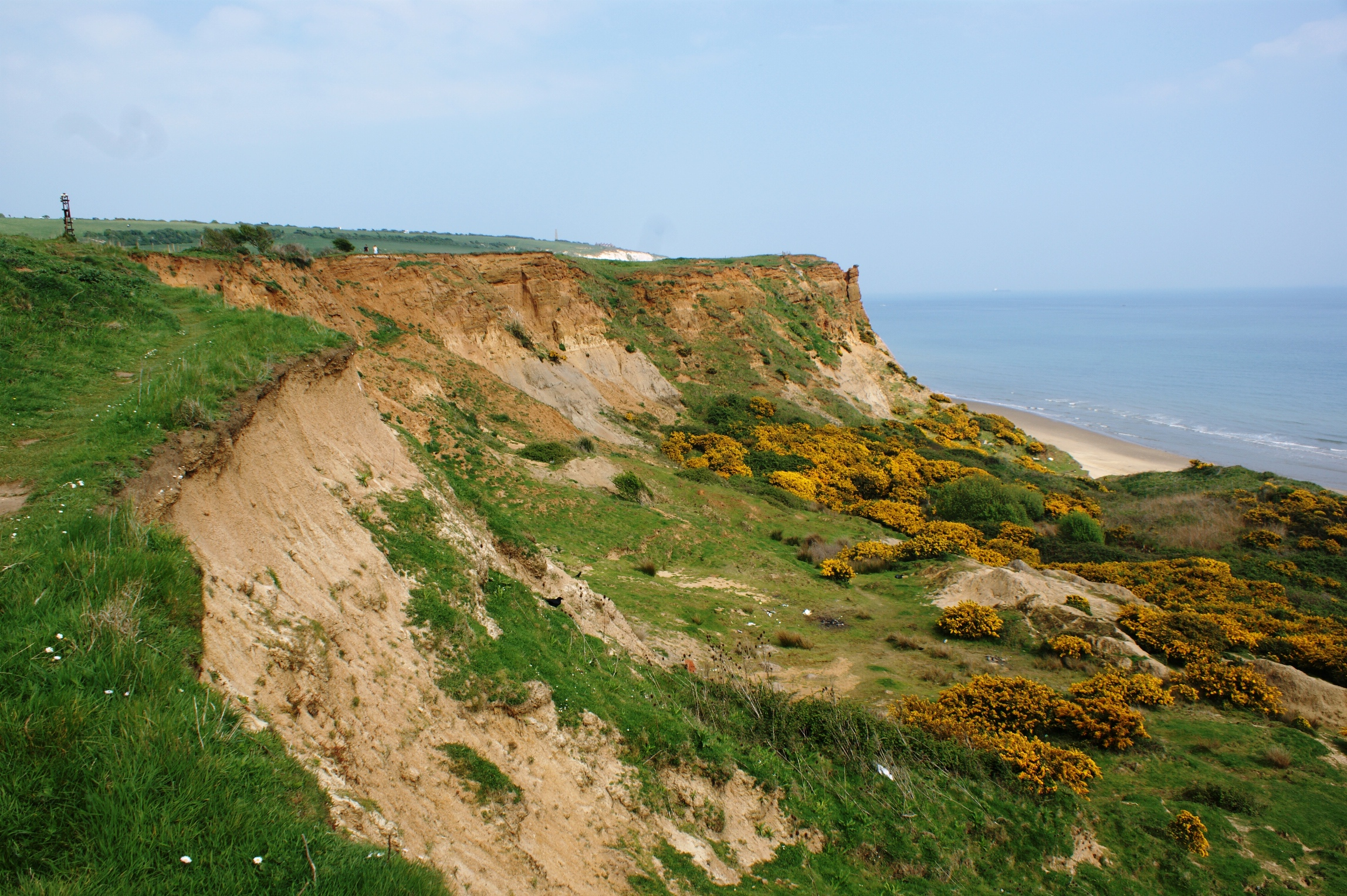
Ерозія на скелях Калвер
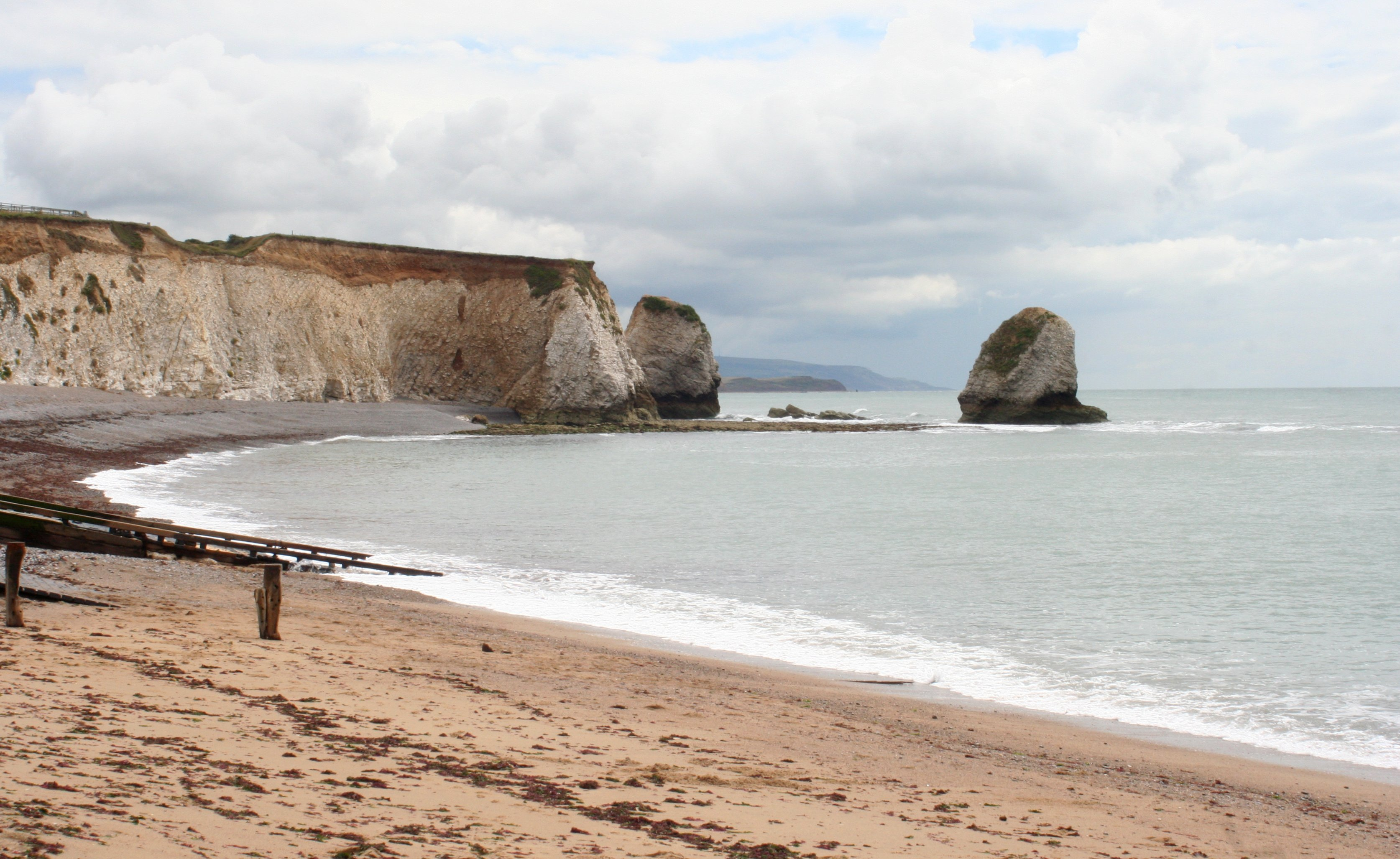
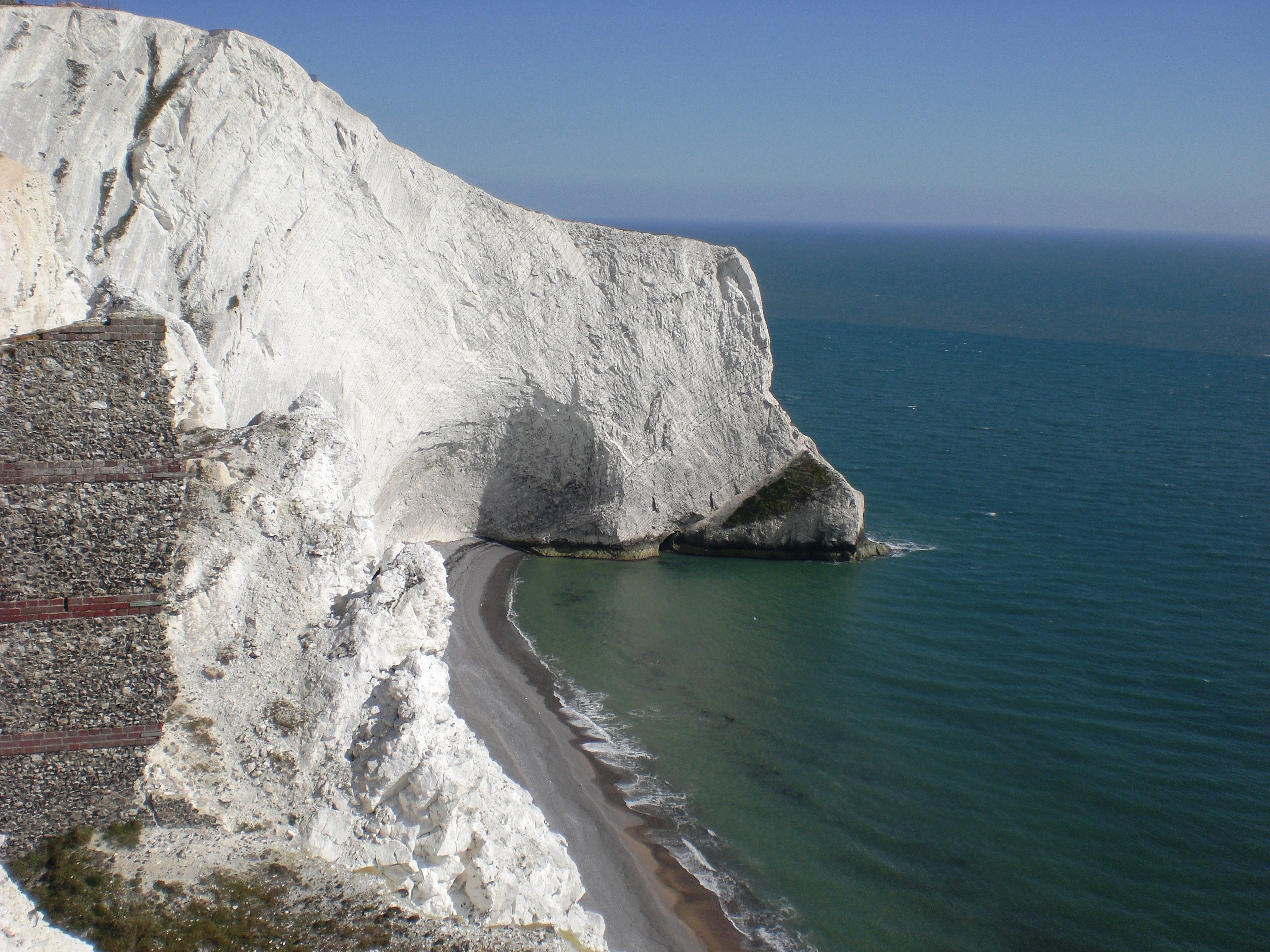
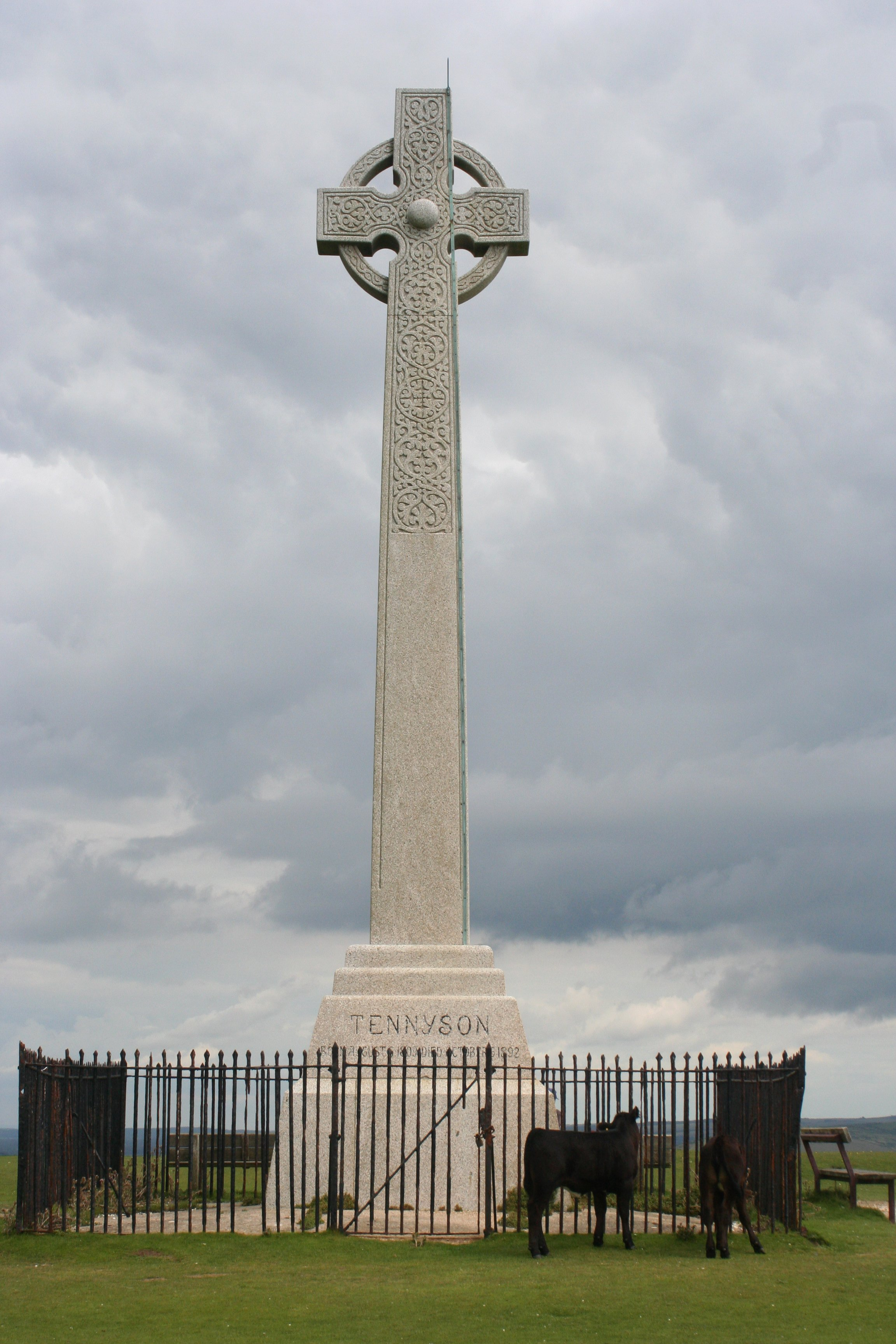